# Richard von Kraewel
Richard Karl Friedrich Bernhard von Kraewel (né le 17 août 1861 à Sagan et mort le 14 juin 1943 à Berlin) est un général d' infanterie prussien.

## Biographie

### Origine
Richard est le fils du major-général prussien Karl von Kraewel (de) (1814-1891) et de son épouse Maria, née la comtesse Strachwitz von Groß-Zauche et Camminetz (1826-1907). Le major général prussien Karl von Kraewel (1858-1921) est son frère aîné.

### Carrière militaire
Issu du corps de cadets, Kraewel est intégré comme porte-drapeau le 17 avril 1880 au 14e régiment d'infanterie de l'armée prussienne à Stralsund. Il y accomplit son service dans la 12e compagnie et est promu second lieutenant le 16 novembre 1880. Après un bref commandement au bataillon d'instruction d'infanterie en 1883, il est adjudant du 2e bataillon d'août 1884 à fin novembre 1886. Il poursuit ensuite sa formation à l'Académie de guerre jusqu'à fin juin 1890. Promu entre-temps premier lieutenant le 27 janvier 1889 avec brevet du 21 septembre 1889, Kraewel est muté le 1er avril 1890 dans le 14e régiment d'infanterie à Graudenz. Kraewel est ensuite affecté à l'état-major général d'avril 1891 à mars 1893, puis y transféré et promu capitaine le 2 juin 1893. Le 15 février 1898, il retourne au service des troupes et est nommé jusqu'au 19 juillet 1898 chef de la 4e compagnie du 38e régiment de fusiliers. Il retourne ensuite à l'état-major général, est promu major et le 22 juillet 1900, il fut affecté au Wurtemberg à l'état-major général de la 27e division d'infanterie. Transféré à l'état-major du 4e corps d'armée, Kraewel est relevé de cette poste. À partir du 22 avril 1895, il est à nouveau affecté au 38e régiment de fusiliers, d'abord comme commandant du 2e bataillon, puis à l'état-major du régiment. Tout en étant muté à l'état-major général de l'armée, Kraewel est nommé chef d'état-major général du 2e corps d'armée. le 16 octobre 1906. Promu colonel à ce poste le 27 janvier 1909, Kraewel est commandant du 21 février 1911 au 21 avril 1912 du 19e régiment d'infanterie (de) , puis comme major général commandant de la 34e brigade d'infanterie (de) à Schwerin.
Après le déclenchement de la Première Guerre mondiale, il dirige sa brigade dans le cadre de la  17e division d'infanterie sur le front occidental. Ses troupes participent à l'avancée vers la France à travers la Belgique, sont intervenues à la bataille de Guise puis combattent à la bataille de l'Ourcq. Le 22 septembre 1914, il prend en charge la 17e division de réserve dans la région à l'ouest de Roye et près de Noyon, et le 23 novembre, il devient chef d'état-major général auprès du commandant en chef du gouvernement général de Belgique. Le 18 avril 1915, il est promu lieutenant-général. Le 17 septembre 1915, il devient commandant de la 101e division d'infanterie et participe à la campagne contre la Serbie. Le 19 novembre de la même année, il prend en charge la 105e division d'infanterie, qui occupe de nouvelles positions en Macédoine et se déplaça l'année suivante sur le front de l'Est sur la Strypa. Le 6 septembre 1916, il prend en charge la 3e division d'infanterie au lac Narotsch. Le 2 février 1917, il succéde au général Kühne et prend le 54e corps sur la Putna, tout en étant promu général d'infanterie. Le 25 février 1917, il est nommé général commandant du 4e corps d'armée, avec lequel il participe à la bataille de la Lys en avril 1918 dans le cadre de l'offensive allemande du printemps.
Après l'armistice, il est encore commandant du 2e corps d'armée du 17 décembre 1918 au 22 juin 1919.
Sa tombe se trouve au cimetière des Invalides de Berlin.

### Famille
Kraewel se marie avec Margarethe Stenzler (1864–1940). Le mariage a produit quatre fils et une fille.